# Доставка лекарственных средств
Доставка лекарственных средств иначе адресная доставка лекарственных веществ; направленный транспорт лекарственных веществ (англ. drug delivery) — направленный транспорт лекарственного вещества в заданную область организма, органа или клетки.

## Описание

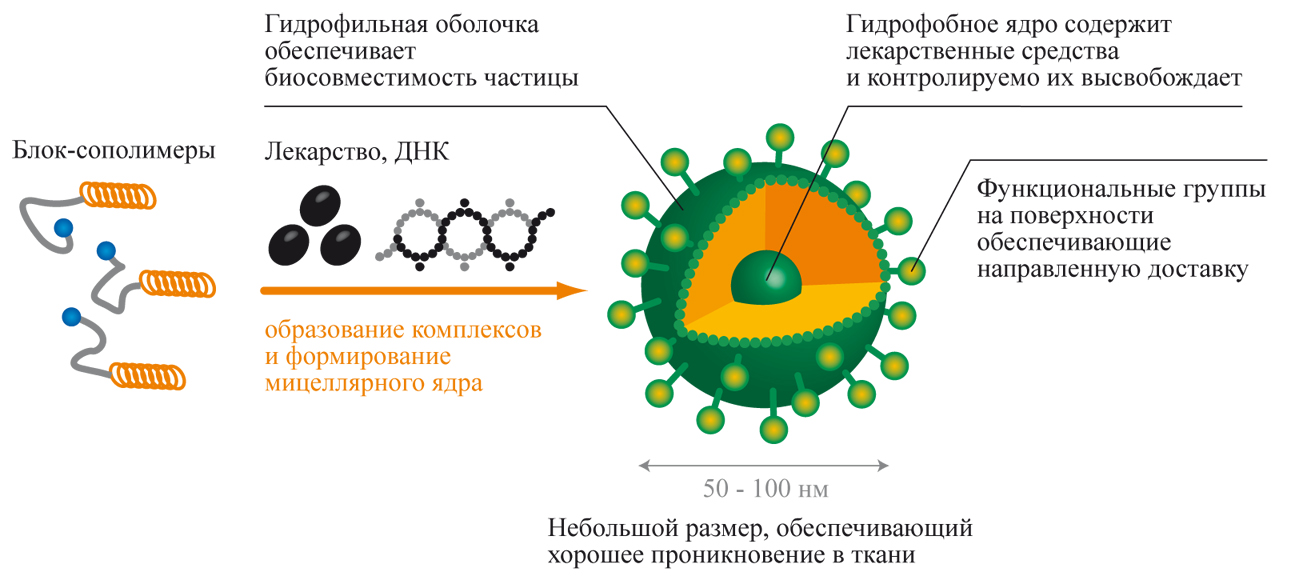
Пример наноразмерной системы доставки лекарственных средств на основе блок-сополимеров — молекул, которые образуют гидрофобное ядро с включенным лекарством и гидрофильную оболочку, обеспечивающую биосовместимость переносчика в целом. Модификация поверхности различными векторами обеспечивает направленную доставку содержимого в таргетные ткани и клетки.

В классической фармакологии и фармации существует термин «лекарственная форма», фактически описывающий способ введения лекарства в организм, например, в виде таблеток, раствора для внутривенных инъекций, глазных капель, мазей и др. Развитие биомедицинской науки и биотехнологий привело к созданию новых средств упаковки и доставки лекарственных веществ, например, липосом, наносом (наноразмерных липосом) и других нанокапсул, а также многофункциональных, в том числе магнитных наночастиц (см. магнитные терапевтические наночастицы). Существенное отличие новых типов лекарственных форм от стандартных состоит в возможности реализации на их основе технологий адресной доставки лекарств к определенным тканям, клеткам и даже внутриклеточным органеллам. Суть адресной доставки состоит в том, что само лекарственное вещество, а чаще средство его доставки (вектор, контейнер) модифицируются молекулами, узнающими рецепторы на клетках-мишенях. Классическим примером являются молекулы фолиевой кислоты, которые активно захватываются клетками опухолей. Универсальными молекулами, узнающими поверхность клетки-мишени, могут быть антитела. Необходимо лишь знать, против каких поверхностных антигенов клетки их нужно конструировать. Благодаря широкому развитию фундаментальных биомедицинских исследований, антигенные портреты клеток становятся всё более подробными, что позволяет находить отличия одних клеток от других на основании характеристик их поверхности.
Присутствие распознающих молекул на поверхности вектора позволяет ему сконцентрироваться в заданной области (опухоли, очаге воспаления, около зоны ишемии и т. д.) и доставить туда лекарственное вещество. В отличие от обычного введения лекарственного вещества и его распространения по всему организму, направленная доставка позволяет снизить дозу вводимого лекарства и минимизировать его воздействие на другие клетки (побочное действие). При агрессивной терапии опухолей аспект адресной доставки высокотоксичных онкологических препаратов приобретает особое значение. Дополнительно появляется возможность управлять высвобождением лекарства из контейнера. Так, при использовании в качестве контейнеров наночастиц с металлическим ядром и полимерной оболочкой, в которой содержатся лекарственные соединения, можно вызвать их высвобождение при ограниченном нагревании наночастиц. Это достигается наложением переменного магнитного поля или облучением светом лазера в ближнем инфракрасном диапазоне, который слабо поглощается биологическими тканями, но хорошо поглощается металлическими наночастицами.
Прикрепившийся к клетке-мишени вектор с лекарством может быть захвачен клеткой путём эндоцитоза или путём слияния мембраны вектора (липосомы) с мембраной клетки. В любом случае лекарство доставляется внутрь клетки и, в принципе, с помощью специальных приёмов может быть направлено в ядро, митохондрии, эндоплазматический ретикулум и другие органеллы. Концепция внутриклеточной доставки лекарств находится в стадии активной разработки. Для её практической реализации важное значение имеют знания о сигнальных последовательностях белков, с помощью которых белки направляются в различные клеточные структуры. Не менее важны знания о моторных белках клетки, которые направленно перемещают грузы на большие расстояния внутри клеток и могут быть использованы для доставки лекарственных веществ, генов и терапевтических наночастиц.